# أنطون أرهارد مارتينيلي
أنطون أرهارد مارتينيلي (بالألمانية: Anton Erhard Martinelli)‏ هو مهندس معماري نمساوي، ولد في 1684 في فيينا في النمسا، وتوفي بنفس المكان في 15 سبتمبر 1747.